# Pieter Tops
Petrus Elisabeth Wilhelmus Maria (Pieter) Tops (7 juni 1956) is lector politie en openbaar bestuur aan de Politieacademie. Tops geniet bekendheid vanwege zijn  onderzoek naar (lokale) democratie en naar ondermijnende criminaliteit.

## Promotie
In 1990 promoveerde Tops aan de Universiteit Leiden op het proefschrift “Afspiegeling en afspraak: coalitietheorie en collegevorming in Nederlandse gemeenten (1946-1986)”

## Publicaties
In 2017 kreeg Tops landelijke bekendheid na de publicatie van het boek “De achterkant van Nederland. Hoe onder- en bovenwereld verstrengeld raken”, dat hij samen met journalist Jan Tromp van de Volkskrant had geschreven. Hier volgde in januari 2018 het boek "Een ongetemde buurt. Achterstand, ondernemingszin en criminaliteit in een volksbuurt" over de Vogeltjesbuurt in Tilburg. In februari 2018 schetste Tops in een college voor ProDemos een beeld van de omvang van criminaliteit in die stad, een gemeente met op dat moment circa 200.000 inwoners. Daar waren volgens zijn studie op dat moment tot 3.000 personen betrokken bij criminaliteit, met gezamenlijk een omzet van ongeveer 900 miljoen euro per jaar.

## Synthetische drugsproductie in Nederland
In 2018 kwam Pieter Tops in het nieuws in verband met de publicatie van het onderzoeksrapport “Waar een klein land groot in kan zijn. Nederland en synthetische drugs in de afgelopen 50 jaar”. Uit het onderzoek dat aan het boek ten grondslag lag, bleek dat er op dat moment in Nederland jaarlijks door criminelen 18,9 miljard euro werd verdiend aan de productie van de synthetische drugs extacy en speed. Volgens de studie werd aangetoond dat Nederland op dat moment de voornaamste producent ter wereld was. Pieter Tops gaf leiding aan het onderzoek, dat hij gezamenlijk verrichtte met de onderzoekers Judith van Valkenhoef, Edward van der Torre en Luuk van Spijk.

## Lector politieacademie
Tot 2013 was Tops lid van het College van Bestuur van de Nederlandse Politieacademie. Na die tijd is Tops verbonden gebleven aan de Politieacademie, in de functie van lector politie en openbaar bestuur, met als vakgebied: onderzoek naar (lokale) democratie en naar ondermijnende criminaliteit.

## Politiek
In 2015 stond Pieter Tops op de kandidatenlijst van de Nederlandse Partij van de Arbeid voor het lidmaatschap van de Eerste Kamer der Staten-Generaal.

## Koninklijke Onderscheiding
Op 4 juli 2025 heeft prof. dr. Pieter Tops een koninklijke onderscheiding van burgemeester Theo Weterings mogen ontvangen. Hij werd hiermee benoemd tot Officier in de Orde van Oranje-Nassau. 
- Bibsys: 27058
- Bibliothèque nationale de France: cb15001697z (data)
- CiNii: DA1192131X
- Gemeinsame Normdatei: 172419654
- International Standard Name Identifier: 0000 0001 1440 6616
- Library of Congress Control Number: n84020442
- NARCIS: PRS1238469
- Nationale Bibliotheek van Israël: 987007427243705171
- Nederlandse Thesaurus van Auteursnamen: 074797034
- Système universitaire de documentation: 059352000
- Virtual International Authority File: 29806815
- WorldCat: E39PCjvkMxWFVwbMyTFXb4D3Xq